# Нове Грудзе
Нове Грудзе (пол. Nowe Grudze) — село в Польщі, у гміні Лишковиці Ловицького повіту Лодзинського воєводства.
Населення — 165 осіб (2011).
У 1975-1998 роках село належало до Скерневицького воєводства.

## Демографія
Демографічна структура станом на 31 березня 2011 року:
|          | Загалом | Допрацездатний вік | Працездатний вік | Постпрацездатний вік |
| -------- | ------- | ------------------ | ---------------- | -------------------- |
| Чоловіки | 77      | 8                  | 64               | 5                    |
| Жінки    | 88      | 20                 | 51               | 17                   |
| Разом    | 165     | 28                 | 115              | 22                   |